# Fari in Turchia

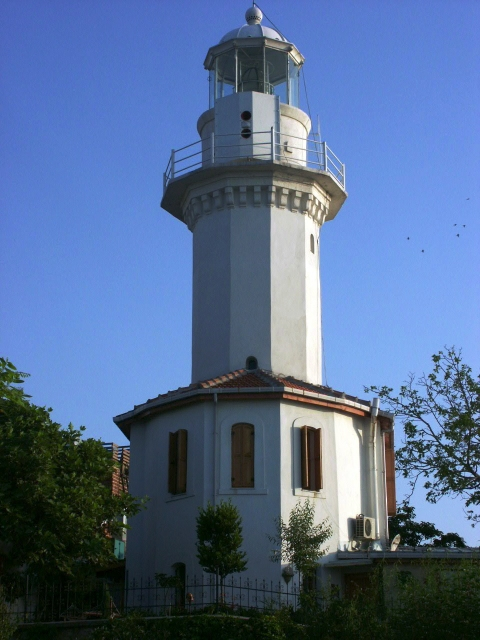
Il faro di Yeşilköy a Yeşilyurt, Istanbul

Lista dei fari in Turchia. Questo è un elenco incompleto di fari in Turchia. Nel 2011 c'erano un totale di 445 fari e navi-faro in servizio sulla costa turca, che ha una lunghezza totale di 8.333 km.

## Mar Nero
- Anadolu Feneri, provincia di Istanbul
- Faro di Amasra, provincia di Bartin
- Faro di İnceburun, provincia di Sinope
- Faro di İnebolu, provincia di Kastamonu
- Faro di Gerze, provincia di Sinope
- Faro di İğneada, provincia di Kırklareli
- Faro di Kefkenada, provincia di Kocaeli
- Faro di Kerempe, provincia di Kastamonu
- Rumeli Feneri, provincia di Istanbul
- Faro di Ölüce, provincia di Zonguldag
- Faro di Şile, provincia di Istanbul
- Faro di Zonguldak, provincia di Zonguldak

## Mar di Marmara
- Faro di Ahırkapı, Istanbul
- Faro di İnciburnu, Istanbul
- Faro di Fenerbahçe, Istanbul
- Faro di Hoşköy Hora, provincia di Tekirdağ
- Faro di Bozburun, provincia di Yalova
- Torre di Leandro, Istanbul
- Faro di Yeşilköy, Istanbul

## Mar Egeo
- Faro di Capo Baba, provincia di Çanakkale
- Faro di Datça, provincia di Muğla
- Faro di Knidos Deveboynu, provincia di Muğla
- Faro di Kuşadası, provincia di Aydın
- Faro di Sarpıncık, provincia di Izmir

## Mar Mediterraneo
- Faro di Anamur, provincia di Mersin
- Faro di Gelidonya, provincia di Adalia
- Torre Hıdırlık, Antalya
- Faro di Kemer, provincia di Adalia
- Faro di Kızılada, provincia di Muğla
- Faro di Mersin, Provincia di Mersin